# Список умерших в 988 году

## Февраль
- 13 февраля — Адальберт Атто, первый граф Каноссы, основатель Каносской династии[1].

## Май
- 6 мая — Дирк II, граф Западной Фрисландии (позднейшей Голландии) (с 928 или 949)[2].
- 19 мая — Дунстан, английский святой, епископ Ворчестера (Вустера) (957—959) и Лондона (958—959), архиепископ Кентерберийский (959—988)[3].

## Дата смерти неизвестна или требует уточнения
- Баграт II, принц (батонишвили) из династии Багратионов.
- Гюереш, епископ Нанта, герцог Бретани, граф Нанта и Ванна (981—988).
- Жеро, виконт Лиможа[4].
- Сумбат II Артануджели, грузинский принц Тао-Кларджети из династии Багратионов, правитель с титулом эристав-эристави в Кларджети (943—988).
- Таш хаджиб, полководец и государственный деятель государства Саманидов.